# Mercer megye (Illinois)
Mercer megye az Amerikai Egyesült Államokban, azon belül Illinois államban található. Megyeszékhelye és legnagyobb városa Aledo. Lakosainak száma 15 699 fő (2020. április 1.). Mercer megye Rock Island, Henry, Knox, Henderson, Warren, Des Moines és Louisa megyékkel határos.

## Népesség
A megye népességének változása:
| Lakosok száma | 16 426 | 16 362 | 16 223 | 16 178 | 15 858 | 15 699 |
|               | 2010   | 2011   | 2012   | 2013   | 2015   | 2020   |